# Amores perros
Amores perros és una pel·lícula mexicana dirigida per Alejandro González Iñárritu, i estrenada el 2000. Ha estat doblada al català

## Argument
La pel·lícula comença amb un tràgic accident de circulació a la capital mexicana, però aquest accident relacionarà els tres "herois" d'aquesta història ben moguda: Octavio , el jove sense fe ni llei, Valeria , la bonica burgesa i "El Chivo , el vell gàngster.

### Episodi 1
El jove adolescent Octavio , que viu a Ciutat de Mèxic amb la seva mare, amb el seu germà i la seva cunyada, porta una existència trivial. Però té un gran problema: detesta el seu germà Ramiro, un petit pinxo, caixer de supermercat de dia i atracador a la nit, i estima en secret la seva cunyada, Susana, que ja no suporta més veure's maltractada. Per guanyar diners fàcilment i seduir-la, participa en els combats de gossos clandestins del dissabte amb el seu gos Cofi que supera tots els seus adversaris. Susana  queda de nou embarassada de Ramiro  i cal témer el pitjor per a ella. Octavio  prepara un pla maquiavèl·lic per segrestar Susana  com es practica correntment a Ciutat de Mèxic i començar una nova vida al nord.

### Episodi 2
La top model Valeria  porta l'existència enfeltrada dels maniquins cèlebres. S'instal·la a Ciutat de Mèxic, en un sumptuós pis on pot rebre dignament el seu nou amant, Daniel , un home de quaranta anys que ha deixat dona i nens. Tot canvia després de l'accident de cotxe que la deixa en una cadira de rodes. Des de llavors, el pis es converteix en la casa de l'angoixa on les rates fan la seva llei. La parella comença llavors una lenta baixada als inferns...

### Episodi 3
El vell El Chivo, un ex-gueriller comunista esdevingut assassí a sou, viu també a Ciutat de Mèxic, al barri popular de Colonia Popotlá . És al final de la seva vida. Empolainat gàngster en el seu temps d'esplendor, s'ha convertit avui en un vagabund que ningú no mira al carrer. Executa alguns contractes lamentables per sobreviure. Només els seus fidels gossos li serveixen d'interlocutors... Tanmateix, una noia de la burgesia sembla concentrar tota la seva atenció. Mèxic, és ben conegut, és una terra de miracles i cadascun aquí té dret al seu, una vegada a la vida... Aquest miracle, serà potser la redempció de El Chivo .

## Repartiment
- Emilio Echevarría: El Chivo
- Gael García Bernal: Octavio
- Goya Toledo: Valeria
- Álvaro Guerrero: Daniel
- Vanessa Bauche: Susana
- Jorge Salinas: Luis
- Marco Pérez: Ramiro
- Rodrigo Murray: Gustavo
- Humberto Busto: Jorge
- Gerardo Campbell: Mauricio
- Rosa María Bianchi: tia Luisa
- Dunia Saldívar: la mare de Susana
- Adriana Barraza: la mare d'Octavio
- José Sefami: Leonardo
- Lourdes Echevarría: Maru

## Al voltant de la pel·lícula
- El rodatge s'ha desenvolupat a Mèxic.[3]
- Durant l'escena del segrest, El Chivo li diu a Luis «Ets tan intel·ligent. Hauries de fer-te periodista». Just abans de rodar Amores perros , Jorge Salinas va interpretar un periodista a Sexo, pudor y lágrimas, dirigida per Antonio Serrano el 1999.[3]
- Al final de la pel·lícula, El Chivo crida el seu gos Negro. És també el malnom del cineasta.[3]
- A l'escena on Octavio es nega a agafar l'autobús, el xofer és interpretat pel pare de l'actor.
- Quan El Chivo llegeix el diari, es pot veure el cartell de la pel·lícula Tesis, dirigida per Alejandro Amenábar el 1996, imprès en una de les pàgines.
- Alejandro González Iñárritu fa una petita aparició com a periodista que treballa al mateix despatx que el personatge principal del segon episodi.

## Premis i nominacions

### Premis
- Grand Prix de la Setmana de la crítica, al Festival Internacional de Cinema de Canes 2000.
- Éperon d'or, al Festival international du film de Flandres 2000.
- Premi a la millor pel·lícula, millor director i millor guió, al festival Fantasporto el 2001.
- Premi a la millor pel·lícula en llengua estrangera, als BAFTA del 2002.

### Nominacions
- Oscar a la millor pel·lícula de parla no anglesa 2001
- Globus d'Or a la millor pel·lícula estrangera